# Laurent Mouton
 (février 2021).
Si vous disposez d'ouvrages ou d'articles de référence ou si vous connaissez des sites web de qualité traitant du thème abordé ici, merci de compléter l'article en donnant les références utiles à sa vérifiabilité et en les liant à la section « Notes et références ».
Laurent Mouton est un acteur et scénariste français.

## Biographie
Laurent Mouton commence sa carrière en 1992 en tant qu'auteur, compositeur et interprète. Entre 1995 et 1996, il enregistre une dizaine de titres entre Paris et Los Angeles.
De retour à Paris, il s'inscrit au Cours Florent, y côtoie Michaël Youn et participe à de nombreuses masterclass dirigées par Vincent Lindon. Entre 1999 et 2000, il collabore avec Nicolas Bedos à la création de pilote de programmes courts pour Canal+ idée et tourne dans On vous rappellera, une série de fictions courtes, réalisé par celui-ci.
Dans les années 2000, il tourne dans une vingtaine de publicités télévisuelles, enregistre des voix off pour la radio et fait du doublage de films.
Après avoir tourné dans Fonzy d'Isabelle Doval, il collabore avec le producteur Alain Pancrazi à la création de programmes courts, Le Coach, Me Myself et Moi, Les conseils de Mouton avec Eddy de Pretto et écrit et réalise la web série En voiture !.
Il y joue aux côtes de sa femme, Julie Vallotti, créatrice de la marque Julie et les Tropeziennes. Il met en scène et réalise toutes les photos de la marque.
Il continue l'écriture et le développement de scénarios. En 2020, il écrit et co-réalise avec Guillaume Voiturier la mine série Les saisonniers dans laquelle il joue aux côtés de Vincent Lagaf'.
Il vit à Saint Tropez avec sa femme et ses deux enfants[réf. nécessaire].

## Filmographie

### Cinéma
- 2001 : Ma femme est une actrice d'Yvan Attal : doublure  Yvan Attal
- 2006 : Fauteuils d'orchestre de Danièle Thompson : Serge
- 2006 : Hors de prix de Pierre Salvadori : Le serveur café François
- 2007 : Fragile(s) de Martin Valente : Eric
- 2008 : Les Randonneurs à Saint-Tropez de Philippe Harel : Camille
- 2008 : Le Siffleur de Philippe Lefebvre : Le serveur
- 2012 : Le Paradis des bêtes d'Estelle Larrivaz : Ami Méribel
- 2012 : Un jour mon père viendra de Martin Valente : Jean-Félix Bollaert[2]
- 2013 : Fonzy d'Isabelle Doval : Enrique
- 2013 : Les Invincibles de Frédéric Berthe : Journaliste terrain arènes
- 2015 : Tout schuss de François Prévôt-Leygonie et Stéphan Archinard : Adrien
- 2016 : Daddy Cool de Maxime Govare : Thierry, le papa de Violette
- 2021 : Mystère à Saint-Tropez de Nicolas Benamou : L'urgentiste

### Courts Métrages
- 2007 : Le Syndrome de Stockholm de David Mabille : Tristan

### Télévision
- 1998 : Sous le soleil  : (Abus de Pouvoir) : Dragueur 1
- 1999 : La Fille préférée, collection Combat de femme de Lou Jeunet : L'inspecteur
- 1999 : On vous rappellera de  Nicolas Bedos
- 2004 : Docteur Dassin, généraliste de Stéphane Kurc : L'inspecteur
- 2005 : Faites comme chez vous !  Série télévisée (épisodes : Douche froide, Carton rose) : Serge
- 2005 : Carla Rubens (Un enfant en otage) de  Bernard Uzan  : John Dorlac
- 2005 : Et Toc ! (12 épisodes) mini-série française réalisée par  Martin Valente.
- 2006-2008 : Sous le soleil  : (Deux frères, Deux hommes à terre et Coup de foudre à Saint-Tropez) d'Alain Choquart : Vincent Maréchal
- 2009 : Engrenages (saison 3, épisodes 2, 4, 6, 10) de Manuel Boursinhac : Michel Dejean
- 2010 : Section de recherches (Prise d'otages) de D. Amar : Armurier SRPJ
- 2011 : Le Jour où tout a basculé (Amour toujours) : Richard
- 2011 : Furieuse de  Malik Chibane : Huissier de justice
- 2011 : Le Client d'Arnaud Mercadier : Parizot
- 2011 : Insoupçonnable de Benoît d'Aubert : Brigadier Masson
- 2012 : Le Jour où tout a basculé (Coup de Pocker) : Vincent
- 2012 : L'Homme de la situation, épisode L'as du Palace : Arnaud
- 2012 : Camping Paradis (Le combat des chef) de Philippe Proteau : Manu
- 2013 : Meurtres au Pays Basque d'Éric Duret  : Médecin légiste
- 2013 :  Détectives de Lorenzo Gabriele (Convictions intimes) : Le Policier
- 2017-2018 : Demain nous appartient : Guy Raynaud (28 épisodes, 84 à 225)
- 2019 : Alex Hugo (série) saison 6 épisode 2 : Les Origines du mal d'Olivier Langlois : Jean Naval
- 2020 : La Mort est dans le pré d'Olivier Langlois : Gilles Largier
- 2021 : Deux Femmes d'Isabelle Doval : Antoine Bonnefond
- 2021 : Plus belle la vie (saison 18, 7 épisodes) : Christophe Lorène
- 2021 : La Stagiaire, série créée par Isabel Sebastian et Laurent Burtin (Saison 7, épisode 2 L'Autre) : Edouard Saint Martin
- 2022 : L'Impasse de Delphine Lemoine : Marguet
- 2022 : HPI (saison 2, épisode 8 « Serendipity »), réalisé par Djibril Glissant : le client Marseillais du PMU
- 2022 : La Vengeance sans visage de Claude-Michel Rome : Lieutenant Valberg
- 2022 : Crimes parfaits (D'une Pierre deux coups) de Marie-Hélène Copti : Marietti
- 2023 :  Pax Massilia saison 1 d'Olivier Marchal, Ivan Fegyvères : Maître Mathias Jaborska
- 2023 : Un soupçon de Philippe Dajoux : Maître Costa
- 2024 : Cassandre, série télévisée de Jérôme portheau : Thierry Monod
- 2024 : Panique au 31 de Gaël Leforestier / Arnaud Ducret /Tom Villa :  Le premier client du Passo Club
- 2025 : Vidal de Bénédicte Delmas
- 2025 :  Pax Massilia saison 2 d'Olivier Marchal : Maître Mathias Jaborska

### Réalisation
- 2012 : En Voiture ! : Web série (14 épisodes)
- 2014 : Fotozino : Publicité pour Application
- 2020 : Les saisonniers avec  Vincent Lagaf' (12 épisodes)

## Théatre
- 1999 : Elle ou lui de Roselyne Bieder, café théâtre du Bec fin.
- 2002 : Panique au Plazza de Ray Cooney, mise en scène de Éric Civanyan Bernard Hugo, room service